# 8829 Buczkowski
8829 Buczkowski eller 1988 RV10 är en asteroid i huvudbältet som upptäcktes den 14 september 1988 av den amerikanska astronomen Schelte J. Bus vid Siding Spring-observatoriet. Den är uppkallad efter Debra L. Buczkowski.
Asteroiden har en diameter på ungefär 14 kilometer.